# René Girard (Fußballspieler)
René Girard (* 4. April 1954 in Vauvert, Département Gard) ist ein ehemaliger französischer Fußballspieler und heutiger -trainer. Als Mittelfeldspieler bestritt er für Olympique Nîmes und Girondins Bordeaux über 400 Spiele in der höchsten französischen Liga, wurde mit Bordeaux mehrfach Meister und Pokalsieger und nahm mit der französischen Nationalmannschaft 1982 an der Weltmeisterschaft in Spanien teil.
Als Trainer war er für verschiedene Vereine und Auswahlmannschaften tätig und gewann mit dem HSC Montpellier im Jahr 2012 dessen bislang einzige französische Meisterschaft.

## Der Spieler

### Die Vereinskarriere
René Girard stammt aus dem Languedoc. Er spielte schon als Jugendlicher bei Olympique Nîmes, dessen Trainer Kader Firoud den 18-jährigen Mittelfeldspieler erstmals in der Saison 1972/73 in der Erstligaelf einsetzte. Unter Firoud, der schon bald nicht mehr auf Girards Mitwirkung verzichten wollte, „entwickelte er sein fußballerisches Rüstzeug“. Der Klub gehörte in dieser Zeit allerdings nicht mehr zu den Spitzenteams der Division 1 und belegte meist nur noch einen Platz in der Tabellenmitte.
1980 unterschrieb Girard einen Vertrag bei den Girondins Bordeaux. Dort etablierte er sich als „Wasserträger“ mit großem Aktionsradius an der Seite des Mittelfeldregisseurs Jean Tigana ebenfalls in der Stammelf, allerdings mit dem Unterschied, dass er in Bordeaux auch maßgeblich dazu beitragen konnte, in Meisterschaft und Pokal die Titel zu gewinnen, die ihm in Nîmes versagt geblieben waren. Girard, „athletisch, technisch gut ausgestattet und immer auf das mannschaftliche Zusammenwirken bedacht“, wurde schnell fester Bestandteil des Teams, zu dem in der Abwehr Marius Trésor, Gernot Rohr und etwas später Patrick Battiston, im Mittelfeld neben Tigana auch Alain Giresse gehörten. Sein Trainer Aimé Jacquet verzichtete ab 1981 nur noch dann auf Girard, wenn dieser verletzt war. Dazu zählten auch die regelmäßigen Auftritte in den Europapokalwettbewerben, in denen die Bordelais ab 1981 jährlich vertreten waren.
Nur gut ein Jahr nach seinem Wechsel wurde er auch erstmals in die Nationalelf berufen. Im Verein wurde er nach einer Vizemeisterschaft 1983 mit seinem Team 1984 und 1985 französischer Meister, gewann 1986 den Landespokal und schaffte 1987 den Gewinn beider großer Wettbewerbe, der in Frankreich als Doublé bezeichnet wird. Ein Jahr später beendete er, noch einmal Vizemeister geworden, seine Zeit bei Girondins Bordeaux und kehrte nach 16 Erstligaspielzeiten zum inzwischen zweitklassigen Olympique Nîmes zurück, für das er noch drei Jahre spielte. Girard war 1991 auch noch an dessen Rückkehr in die Division 1 beteiligt, bevor er, 37-jährig, auf die Trainerbank wechselte.

### Der Nationalspieler
René Girard hat zwischen Oktober 1981 und Juli 1982 sieben Länderspiele für die Équipe tricolore bestritten. Bei der Weltmeisterschaft 1982 in Spanien gehörte er zum französischen Aufgebot und bestritt fünf der sieben Begegnungen; allerdings wurde er dreimal (darunter das Zwischenrundenspiel gegen Österreich) erst in den allerletzten Minuten eingewechselt und fehlte beim Halbfinale gegen Deutschland ganz. Sein einziges Länderspieltor gelang ihm dann im Spiel um Platz 3; dieser frühe Führungstreffer konnte die 2:3-Niederlage gegen Polen aber auch nicht verhindern.

## Der Trainer
Schon wenige Monate nach seinem letzten Spiel in der Ligaelf sprang René Girard im November 1991 als Cheftrainer bei Olympique Nîmes ein und half entscheidend beim Klassenerhalt mit. Anschließend schien er sich aus dem Ballsport zurückziehen zu wollen und eröffnete einen kleinen Laden für Zeitungen und Tabakwaren in Nîmes. Diese Zeit nutzte er auch, um sein Trainerdiplom zu erwerben. Ende 1994 half er, erneut nur kurzzeitig, wieder als Trainer bei Nîmes aus. In der Saison 1996/97 wurde er dann Cheftrainer beim viertklassigen Amateurclub FC Pau. Dort blieb er bis Dezember 1997, ehe er für die Rückrunde der Saison 1997/98 beim Erstligisten Racing Strasbourg erneut den Klassenerhalt sichern half.
Nach dem erstmaligen WM-Gewinn Frankreichs war er von 1998 bis 2002 Co-Trainer der französischen Nationalelf unter Roger Lemerre und gewann an dessen Seite im Jahr 2000 die Europameisterschaft und 2001 den Confed-Cup. Nach der misslungenen Titelverteidigung bei der WM 2002, bei der Frankreich bereits in der Vorrunde ausschied, war die Zeit von Lemerre und Girard bei der A-Nationalmannschaft beendet. Lemerre ging nach Tunesien und Girard übernahm die Leitung der französischen U19- (2002/03), anschließend ein Jahr lang der U16- und danach von 2004 bis 2008 der U21-Nationalmannschaft, genannt Espoirs. Mit Letzterer stieß er im Sommer 2006 bei der Europameisterschaft in Portugal nach gegentorlosen Siegen über den Gastgeber, die deutschen und die serbischen Junioren ins Halbfinale vor, in dem die Niederlande mit 3:2 nach Verlängerung das bessere Ende für sich hatten.
Als er im April 2008 vom französischen Verband durch Erick Mombaerts ersetzt und stattdessen mit der U18 betraut werden sollte, beendete er sein Engagement für den Verband. Nach einem Jahr der Suche übernahm er elf Jahre nach seiner letzten Vereinsstation die Erstligaelf des Aufsteigers HSC Montpellier. Diese führte er 2011 in das schließlich verlorene Endspiel des Ligapokals und nur ein Jahr nach knapp erreichtem Klassenerhalt im Mai 2012, zur großen Überraschung der Fachwelt, erstmals in der Vereinsgeschichte zum Gewinn des französischen Meistertitels.

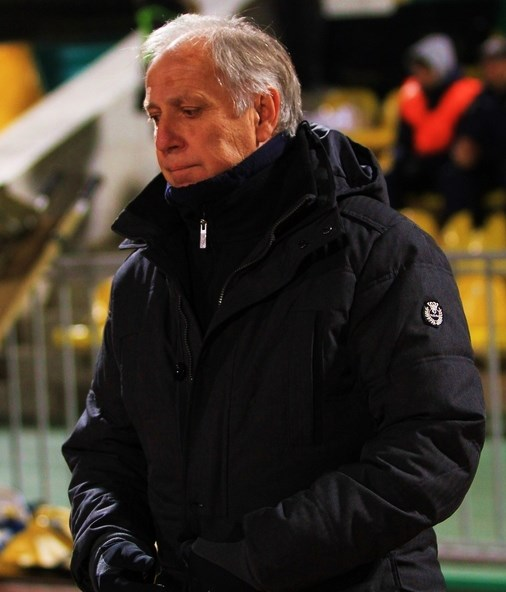
René Girard beim OSC Lille (2014)

Ab 2013 trainierte er den OSC Lille, den er in der Saison 2013/14 hinter den deutlich finanzstärkeren Paris Saint-Germain und AS Monaco auf den dritten Rang im Endklassement führte. Dennoch musste er sich bald mit der Kritik auseinandersetzen, gerade der LOSC spiele extrem defensiv und unattraktiv; so gab es häufige 1:0-Siege. Girard entgegnete, dass Lille „in England Beifall für seine Spielweise“ erhielte. Zum Ende der Spielzeit 2014/15 löste Lille, nur noch auf dem achten Platz der Tabelle, den Vertrag mit Girard „im Einvernehmen mit dem 61-jährigen Coach“ auf. Nach einem Jahr Pause übernahm er zur Saison 2016/17 die Cheftrainerposition beim FC Nantes in der Nachfolge von Michel Der Zakarian; den Zweijahresvertrag kündigte sein Verein allerdings bereits nach fünf Monaten nach einer 0:6-Heimniederlage gegen Olympique Lyon und dem Sturz auf den vorletzten Tabellenplatz.
Im September 2018 wurde er Trainer des marokkanischen Vizemeisters Wydad Casablanca, die Tätigkeit fand aufgrund von Streitigkeiten mit dem Vereinspräsidenten jedoch bereits nach wenigen Wochen ein schnelles Ende.  Seit Jahresbeginn 2020 ist Girard Chefcoach des Zweitligisten Paris FC.
Girards Temperament und Engagement brachten ihn wiederholt mit Schiedsrichtern in Konflikt. So wurde er zwischen 2009 und 2015 in sieben Punktspielen auf die Tribüne verbannt.

## Wichtige Daten und Erfolge

### Als Spieler
- Französischer Meister: 1984, 1985, 1987 (und Vizemeister 1983, 1988)
- Französischer Pokalsieger: 1986, 1987
- Europapokalteilnahmen:
  - in Landesmeister-, Pokalsiegerwettbewerb und UEFA-Pokal insgesamt 28 Einsätze und 2 Tore (von 1981 bis 1988)
  - Halbfinalist 1985 (im Europapokal der Landesmeister gegen Juventus Turin) und 1987 (im Europapokal der Pokalsieger gegen den 1. FC Lokomotive Leipzig)
- 7 A-Länderspiele, 1 Tor; Weltmeisterschaftsteilnehmer 1982
- 442 Einsätze und 44 Tore in der Division 1, davon 202/27 für Nîmes, 240/17 für Bordeaux[2][12][13]

### Als Trainer
- Französischer Meister: 2012
- Finalist des französischen Ligapokals: 2011
- Halbfinalist der Junioren-Europameisterschaft: 2006
- Französischer Fußballtrainer des Jahres: 2012

### Als Co-Trainer
- Europameister: 2000
- Confed-Cup-Sieger: 2001